# Babocsay Sándor
Nagyszarvadi Babocsay Sándor (Eger, 1846. február 5. – Eger, 1930. szeptember 7.) magyar jogász, újságíró, szerkesztő, politikus, 1906 és 1910 között a Függetlenségi és 48-as Párt országgyűlési képviselője.

## Élete
Édesapja Babocsay György vármegyei főszámvevő volt. Elemi iskolai és középiskolai tanulmányait szülővárosában végezte, majd a budapesti tudományegyetemen szerzett jogász diplomát. 1866-ban bírói, majd 1868-ban ügyvédi vizsgát tett. 
1869-ben Eger város főügyésze lett. 1875-ig a kaszinó könyvtárosa, 1878-tól az Egri Ügyvédi Kamara választmányi póttagja és a fegyelmi bíróság előadója, majd 1881 és 1906 között kamarai ügyész volt, 1893-ban pedig az Egri Nyomda Rt. elnöke és a Hevesvármegyei Hírlap főszerkesztője lett, utóbbi tisztségét 1919-ig töltötte be. 1906-tól a Magyarországban, 1920-tól pedig az Egri Népújságban is jelentek meg cikkei. A megyei törvényhatósági bizottság, majd a közigazgatási bizottság tagja lett. 1894-ben a Kossuth Lajos temetésére utazó városi küldöttség vezetője volt.
Szederkényi Nándor főispáni kinevezése után 1906-ban a Függetlenségi és 48-as párt jelöltjeként választották Eger országgyűlési képviselőjévé, tisztségét 1910-ig töltötte be. Az egri Dobó-szobor 1907-es felavatásán ünnepi beszédet mondott. 1908-ban az Egri Ügyvédi Kamara választmányi tagja, 1909-ben elnökhelyettese, majd kormányfőtanácsosi rangban elnöke lett, 1919-ben pedig a Kúria ügyvédi tanácsának tagjává nevezték ki. A Tanácsköztársaság idején letartóztatták és bebörtönözték. 1923-ban magyar királyi kormányfőtanácsossá nevezték ki.
1930-ban hunyt el Egerben, a Hatvani temetőben nyugszik. Egerben utcát neveztek el róla.